# بوصير بول
بوصير بول (باللاتينية: Verbascum ballii) نوع نباتي يتبع جنس البوصير من الفصيلة الغدبية. سمي تكريما لعالم النبات الإنكليزي ويليام لورنس بولز (بالإنجليزية: William Lawrence "W.L." Balls).

## الموئل والانتشار
موطنه المغرب العربي.